# 김석창 (1876년)
김석창(金錫昌, 1876년 12월 21일 - 1950년)은 한국의 독립운동가·종교가. 항일운동을 하던 광복군총영이 선천경찰서에 폭탄을 투척하도록 도와 체포되어 옥고를 치렀다. 출옥 후 평북 예수교장로회 총회장을 지냈다. 사후 건국훈장 독립장이 추서되었다. 운암 김성숙과 동향이다. 본관은 경주(慶州)이고 평안북도 철산군(鐵山郡) 출신이다.

## 생애
평안도 철산(鐵山)에서 출생하였으며 한때 경상도 경주에서 유년기를 보낸 적이 있는 그는, 1901년 평양 예수교 장로회 신학교를 나온 후 목사안수를 받고 목사가 되었다. 1902년에 평안북도 선천(宣川)으로 이주하여 같은 해 8월 미국 의원단이 선천을 통과할 때 한국의 독립의지를 알리기 위한 진정서를 제출하고 선천경찰서를 폭파하려 하였으나 실패하였다. 1906년 미국 선교사와 선천 신성중학교(信聖中學校)를 설립하여 육영사업에 힘썼다. 국권 피탈 이후 독립운동에 가담하였다.
1920년 9월 1일 광복군총영(光復軍總營) 결사대원(決死隊員) 박치의(朴治毅)·임용일(林龍日)·이학필(李學弼) 등이 선천에 잠입하자 이들을 적극적으로 후원하여 선천경찰서에 폭탄을 던지도록 도왔다. 이후 박치의의 선천경찰서(宣川警察署) 폭탄투척사건에 관련자들이 지목되었는데 이는 광복군 소속 이진무(李振武)가 신의주역 호텔에 폭탄을 던졌고, 또 독립군 3명이 선천경찰서에 폭탄을 던지고 만주로 도피한 사건이다. 이 사건으로 김석창을 비롯, 선천의 유지들이 다수 피체되었으며 그는 1921년 4월 12일 평양복심법원에서 징역 8년형을 언도받고 평양형무소에 수감되어 복역하였다. 출옥후 1928년 평안북도 예수교 장로회 총회장에 선출, 역임하는 등 기독교 종교 활동에 전념하였다.
1945년 8월 광복이 되자 선천군 인민위원회 위원으로 있었으며 1950년 한국전쟁 당시 유엔군의 선천 수복을 환영하다가 국군의 후퇴와 함께 인민군에 의해 체포되어 총살되었다.

## 사후
1963년 건국훈장 독립장이 추서되었다.

## 같이 보기
| - 신성중학교 - 박치의 - 김성숙 - 김예진 - 우덕순 - 조만식 - 장리욱 - 안창호 - 장준하 - 장석인 | - 김규식 - 김병조 - 윤치호 - 신석구 - 선우기성 - 이유필 - 주기철 - 최기일 |